# Горње Баре
Горње Баре је језеро на планини Зеленгори у Републици Српској, БиХ. Од језера Доње Баре удаљено је око 1,5 км у правцу сјеверозапада. Дуго је око 150 м, а широко око 80 м. Највећа дубина износи око 2 м. Налази се на надморској висини од 1.515 м. Окружују га врхови Товарница (1.683 м) и Угљешин врх (1720 м).

## Екосистем
Већи дио језера је обрастао барском флором. У језеру нема рибе.